# Terra Mítica
Terra Mítica – otwarty w 2000 roku park tematyczny zlokalizowany w Benidorm, w Hiszpanii.
W 2001, rok po otwarciu parku, firma Paramount Parks porozumiała się co do zarządzania parkiem, który w kolejnym sezonie funkcjonował pod nazwą Paramount Park. W latach 2004–2006 park przeszedł procedurę upadłościową i restrukturyzację. W sierpniu 2010 władze regionu Walencji podały, iż prowadzenie parku zostanie na 10 lat powierzone operatorowi innego parku rozrywki położonemu w Benidorm – Aqualandii.

## Strefy
Park dzieli się na 5 obszarów tematycznych:
- Egipto (Egipt)
- Grecia (Grecja)
- Roma (Rzym)
- Iberia (Hiszpania)
- Las Islas (Wyspy)

## Kolejki górskie

### Istniejące
Obecnie w parku Terra Mítica znajdują się 4 kolejki górskie.
| # | Nazwa           | Producent | Data otwarcia | Typ                | Wysokość [m] | Prędkość [km/h] | Status    | Źródło |
| - | --------------- | --------- | ------------- | ------------------ | ------------ | --------------- | --------- | ------ |
| 1 | Magnus Colossus | RCCA      | 27 lipca 2000 | drewniana          | 36           | 92              | nieczynna | [ 4 ]  |
| 2 | Alucinakis      | Zamperla  | 27 lipca 2000 | hybrydowa rodzinna | ?            | 30              | działa    | [ 5 ]  |
| 3 | Titánide        | Vekoma    | 15 marca 2003 | stalowa odwrócona  | 33,3         | 80              | działa    | [ 6 ]  |
| 4 | Inferno         | Intamin   | 21 lipca 2007 | stalowy 4D Coaster | 25,4         | 59,5            | działa    | [ 7 ]  |

### Usunięte
Z 6 wybudowanych w historii parku kolejek górskich 2 zostały usunięte.
| # | Nazwa      | Producent | Data otwarcia | Data zamknięcia | Typ              | Wysokość [m] | Prędkość [km/h] | Źródło |
| - | ---------- | --------- | ------------- | --------------- | ---------------- | ------------ | --------------- | ------ |
| 1 | Tren Bravo | Zamperla  | 27 lipca 2000 | 2007            | stalowa rodzinna | ?            | 45              | [ 8 ]  |
| 2 | Tren Bravo | Zamperla  | 27 lipca 2000 | 2007            | stalowa rodzinna | ?            | 45              | [ 9 ]  |